# Лисаць (Клана)
45°28′ пн. ш. 14°20′ сх. д. / 45.47° пн. ш. 14.34° сх. д.
Лисаць (хорв. Lisac) — населений пункт у Хорватії, у Приморсько-Горанській жупанії у складі громади Клана.

## Населення
Населення за даними перепису 2011 року становило 114 осіб.
Динаміка чисельності населення поселення:

## Клімат
Середня річна температура становить 8,70 °C, середня максимальна – 20,56 °C, а середня мінімальна – -4,00 °C. Середня річна кількість опадів – 1537 мм.
| Клімат поселення                              | Клімат поселення | Клімат поселення | Клімат поселення | Клімат поселення | Клімат поселення | Клімат поселення | Клімат поселення | Клімат поселення | Клімат поселення | Клімат поселення | Клімат поселення | Клімат поселення | Клімат поселення |
| Показник                                      | Січ.             | Лют.             | Бер.             | Квіт.            | Трав.            | Черв.            | Лип.             | Серп.            | Вер.             | Жовт.            | Лист.            | Груд.            |                  |
| Середній максимум, °C                         | 6,14             | 6,19             | 8,48             | 12,23            | 16,45            | 20,06            | 19,91            | 20,56            | 16,70            | 12,43            | 7,16             | 4,76             |                  |
| Середня температура, °C                       | 1,06             | 1,10             | 3,41             | 7,14             | 11,38            | 14,99            | 17,21            | 17,86            | 14,00            | 9,73             | 4,46             | 2,06             |                  |
| Середній мінімум, °C                          | −4               | −3,99            | −1,66            | 2,07             | 6,31             | 9,91             | 14,52            | 15,16            | 11,30            | 7,04             | 1,76             | −0,62            |                  |
| Норма опадів, мм                              | 108              | 95               | 113              | 124              | 112              | 140              | 98               | 117              | 135              | 165              | 184              | 146              |                  |
| Середньомісячна швидкість вітру, м/с          | 2.93             | 3.14             | 3.19             | 3.02             | 2.76             | 2.65             | 2.50             | 2.60             | 2.66             | 2.96             | 3.15             | 3.14             |                  |
| Середньомісячна сонячна радіація, кДж/м²·день | 4421             | 7315             | 10426            | 14660            | 18730            | 20115            | 21412            | 18110            | 13525            | 8999             | 4782             | 3748             |                  |
| --------------------------------------------- | ---------------- | ---------------- | ---------------- | ---------------- | ---------------- | ---------------- | ---------------- | ---------------- | ---------------- | ---------------- | ---------------- | ---------------- | ---------------- |
| Джерело:                                      |                  |                  |                  |                  |                  |                  |                  |                  |                  |                  |                  |                  |                  |